# Tullio Pinelli
Tullio Pinelli (Turín, 24 de junio de 1908 – Roma, 7 de marzo de 2009) fue uno de los más conocidos guionistas de cine italiano que destacó por haber participado con grandes directores como Federico Fellini en varias películas.
Junto a Suso Cecchi d'Amico (1914-2010), uno de los dos más famosos guionistas cinematográficos de Italia, que conquistó cuatro nominaciones al Óscar por sus trabajos con Fellini.
Nacido en el seno de una noble familia turinesa, que retrato en el filme Los bandidos de Tacca del Lupo.
Trabajo inicialmente como abogado mientras escribía teatro, su obra Los padres etruscos le valió un contrato cinematográfico que cambió su vida.
Trabajo con Fellini y Roberto Rosselini en El Amor de 1948, adaptación de La voz humana de Jean Cocteau, film donde añadió El Milagro, donde incidentalmente el mismo Fellini actúa como San José.
En 1949 adaptó El molino del Po de Alberto Lattuada y La Estepa basada en Antón Chéjov.
Pinelli supo captar y trasladar al guion las ideas Fellini. También trabajo en ocho películas con Pietro Germi entre 1951 y 1972, con Mario Monicelli y con Vittorio de Sica ne El jardín de los Finzi-Contini.
Se casó con María Cristina Quilico (fallecida en 1987), con quien tuvo cuatro hijos; volvió a casarse con Madeleine Lebeau.
Murió a los 100 años de edad a principios del 2009.

## Filmografía parcial
- In cerca di felicità, de Giacomo Gentilomo (1943)
- La signora è servita, de Nino Giannini (1945)
- Le miserie del signor Travet, de Mario Soldati (1945)
- La strada, de Federico Fellini (1954)
- La Dolce Vita, de Federico Fellini (1960)
- Otto e mezzo, de Federico Fellini (1963)

## Premios y distinciones
Premios Óscar
| Año  | Categoría                        | Película      | Resultado |
| ---- | -------------------------------- | ------------- | --------- |
| 1957 | Mejor guion adaptado             | La strada     | Nominado  |
| 1958 | Mejor argumento y guion original | Los inútiles  | Nominado  |
| 1962 | Mejor argumento y guion original | La dolce vita | Nominado  |
| 1964 | Mejor argumento y guion original | 8½            | Nominado  |

Premios San Jorge
| Año  | Categoría   | Película  | Resultado |
| ---- | ----------- | --------- | --------- |
| 1957 | Mejor guion | La strada | Ganador   |